# Station Studzianka
Station Studzianka is een spoorwegstation in de Poolse plaats Studzianka (Wierzbowa).